# Teate Marrucinorum
Teate Marrucinorum est une ancienne cité des Marrucins, un peuple italique, qui correspond à l'actuelle ville de Chieti, province de Chieti dans la région des Abruzzes,.

## Historique

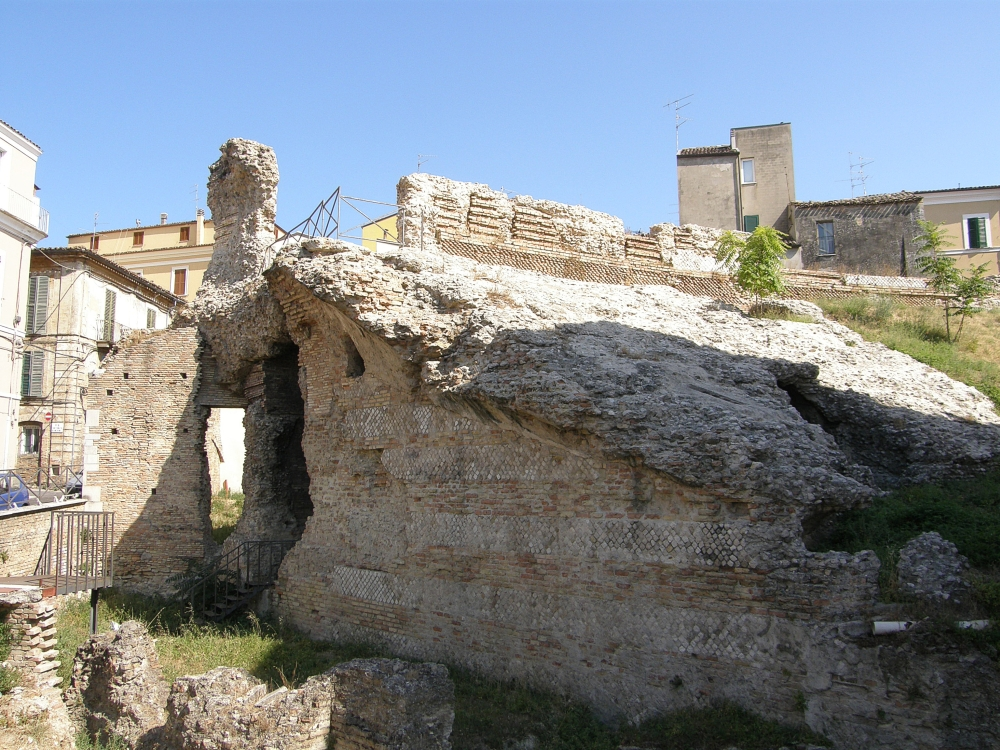
Vestiges du théâtre romain.

Des fouilles archéologiques ont montré comment le noyau central était situé autour de trois temples, dont l'un était certainement dédié au dieu Hercule. Dans la même zone se trouve l'amphithéâtre romain, construit à l'époque de l'empire d'Auguste. Avec l'avènement des Romains, le centre s'est déplacé le long de la route principale du chemin des moutons (la via Ulpia), jusqu'au nouveau forum. Le forum principal est devenu la zone de la Piazza Templi Romani, avec quatre édifices sacrés (l'un, avec le puits sacré, est situé sous les fondations du Palazzo delle Poste de 1930), ainsi que le temple des Dioscures, assez bien conservé, sur lequel se trouvait l'église de San Paolo au VIIIe siècle, désacralisée en 1927 pour permettre des fouilles.
L'ancienne Teate s'est développée à partir du IIe siècle av. J.-C., mais surtout sous l'Empire romain, lorsqu'elle est devenue un municipe. Après la guerre sociale jusqu'aux guerres de la fin de la République romaine, la ville était connue sous le nom de Teate Marrucinorum. Après la division territoriale, elle fut incluse dans la Regio IV Samnium (it) à la suite de son adhésion à la Ligue Italique de Corfinium.
Même après la ruine de l'Empire romain d'Occident, la ville a conservé l'ancien plan planimétrique, auquel ont été ajoutés de nouveaux quartiers, tandis que de nouvelles maisons ont été construites sur les anciennes structures d'habitation, comme le démontrent les diverses découvertes parmi les bâtiments de la fin du XIXe siècle sur la Piazzale Giambattista Vico, Corso Marrucino, Largo Costantino Barbella.

## Urbanisation du Teate romain
La ville s'est enrichie d'un forum, du théâtre romain qui comptait 5 000 places, avec 80 m de diamètre, de l'amphithéâtre romain mesurant 60 × 40 m avec 4 000 places, de l'aqueduc, situé aujourd'hui sous le Corso Marrucino, qui menait à la partie inférieure des thermes romains, et enfin les différents temples, conservés car transformés en églises chrétiennes au VIIe siècle. La conservation du théâtre, de l'amphithéâtre et des temples permet de reconstituer l'histoire de l'art teatino-romain du Ier siècle, à l'époque des empereurs Tibère et Claude : le revêtement extérieur des structures est en tuiles symétriques (cubilia) qui forment des motifs géométriques. Des inscriptions d'importantes familles teatines sous le gouvernement de Néron, comme les Vezii, ont été trouvées sur la Piazza dei Templi : les inscriptions concernent en fait les époux Marco Vezio Marcello et Priscilla Elvidia. La vallée de Pescara, au pied de la ville, abritait la Via Tiburtina, qui reliait Rome au port d'Aternum. Pendant le principat d'Auguste, l'homme politique et orateur Caius Asinius Pollio de la gens Asinii, allié de Jules César et ami de Cicéron et Virgile, s'est distingué à Rome . Il était proconsul dans la province de Macédoine et était célébré pour sa bravoure et sa vertu dans les Bucoliques de Virgile. En 39 av. J.-C., il créa la première bibliothèque publique romaine, à savoir l'Atrium Libertatis. En sa mémoire, le triomphe d'Asinio a été joué sur le rideau de scène du Teatro Marrucino, achevé en 1818.

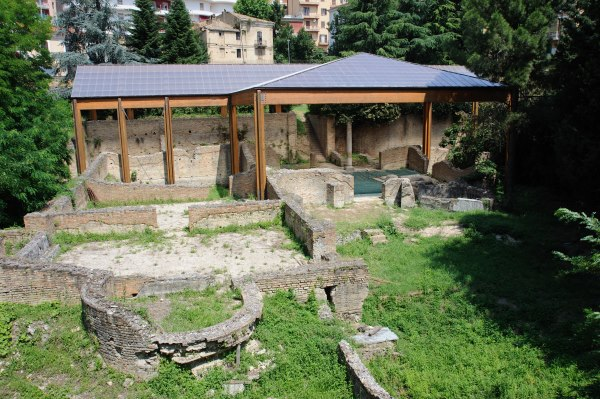
Thermes romains.

En venant de Rome, l'accès principal était la Porta Sant'Andrea, au pied de la Civitella avec l'amphithéâtre aujourd'hui disparu, et le cardo maximus se trouvait à l'actuel Corso Marrucino, jusqu'à la Porta Santa Maria. L'administration romaine impliquait toutes les villes de la Regio IV dans l'utilisation des structures publiques, le forum était le centre commercial et culturel de la ville, doté de trois temples sur un seul podium, et d'un quatrième sur le côté nord, sous le bâtiment de la poste. La zone du Forum reposait sur un terrain en remblai, donc en terrasses, comme en témoigne la galerie souterraine en forme de L sous la bibliothèque De Meis. D'autres monuments étaient le théâtre, dont il reste des vestiges via Napoli, et le complexe thermal. La présence des murs en terrasses de diverses citernes sous la Civitella démontre l'importance du complexe, ainsi que des fragments de mosaïque et des domus majestueuses.
En dehors de la ville, l'exemple le plus important d'édifice romain est la petite église de Santa Maria del Tricalle, construite sur un temple de Diane Trivia, située au carrefour de trois collines.

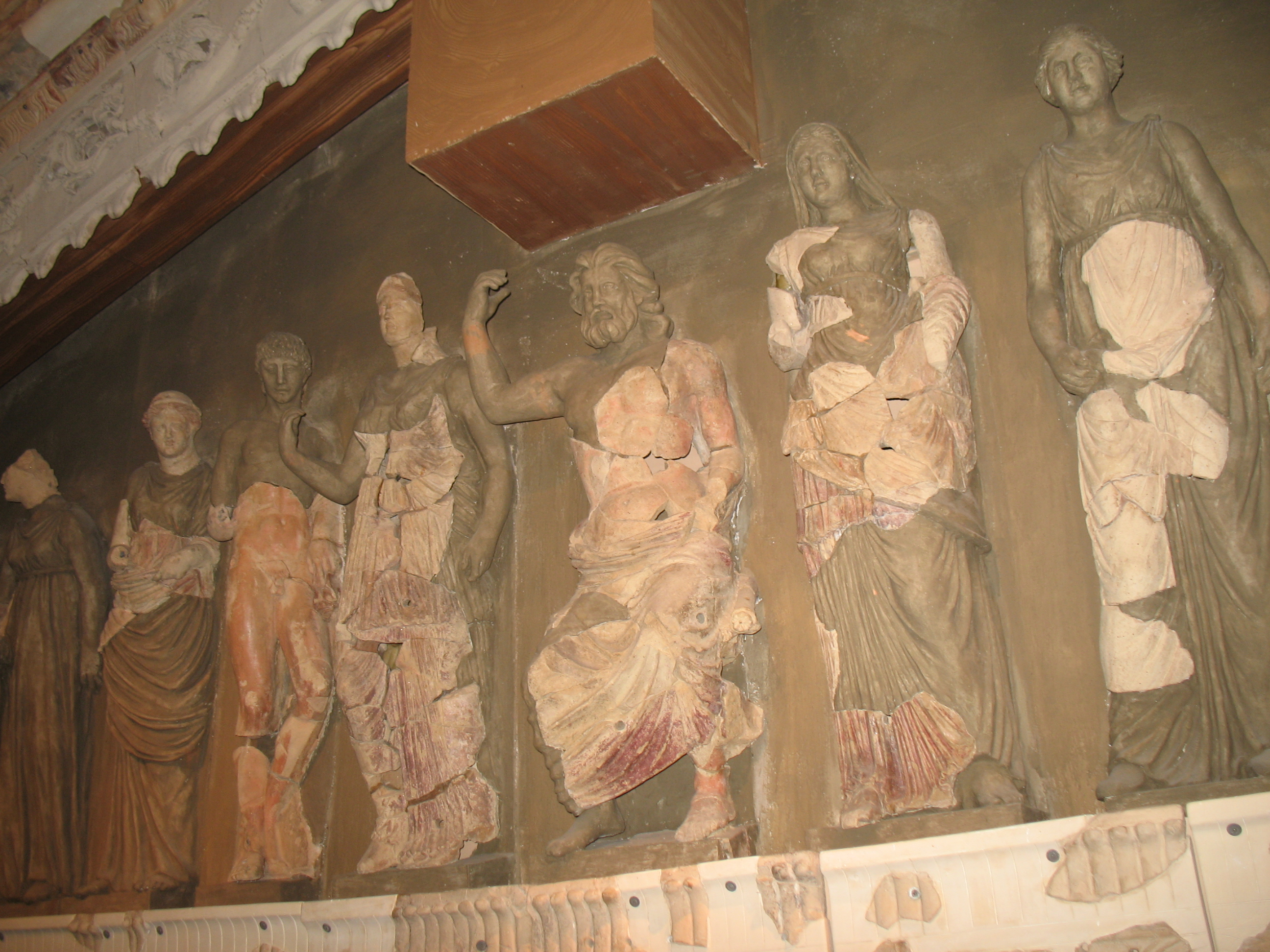
Fronton du temple des Olympiens, reconstruit à l'intérieur du musée archéologique de La Civitella.

La ville n'a pas été créée de toutes pièces avec la conquête italienne, mais existe depuis l'âge du fer, comme en témoigne la présence de tombeaux antiques. De leur localisation différente, il ressort que le périmètre de la ville s'est progressivement élargi jusqu'à la création d'un plan directeur au IIe siècle, lorsque les maisons et les rues ont été disposées selon un plan en damier, comme le démontre surtout la zone du quartier Civitella. Le boom de la construction de Teate a été enregistré grâce à l'influence de personnages tels qu'Asinius Pollione et Caius Asinius Gallus, la gens des Vezii (Vetius Marcellus et Elvidia Priscilla), Erennius Capito, procureur de Livie, fille d'Auguste, Tibère et Caligula.
L'ancien axe routier de Teate se trouvait au nord-est, comme en témoignent les restes de murs le long de la Via Arniense découverts lors des travaux de démolition du XIXe siècle exigés par le plan directeur de la ville. Les zones souterraines de la ville sont caractérisées par la présence de citernes, dont l'une se trouve sous le Palais Muzi-Sanità et la Banque d'Italie, probablement utilisées par les Dominicains à l'époque de l'existence du couvent. La seconde est de loin beaucoup plus grande, mesurant 65 × 30 m, réalisée en béton et divisée en seize nefs par sept piliers. Après la partie centrale de la Piazza dei Templi Romani, la partie périphérique de Teate s'est dirigée vers le sud-ouest de la colline pour laisser place au théâtre et à l'amphithéâtre, rénové dans son aspect actuel au IIe siècle.

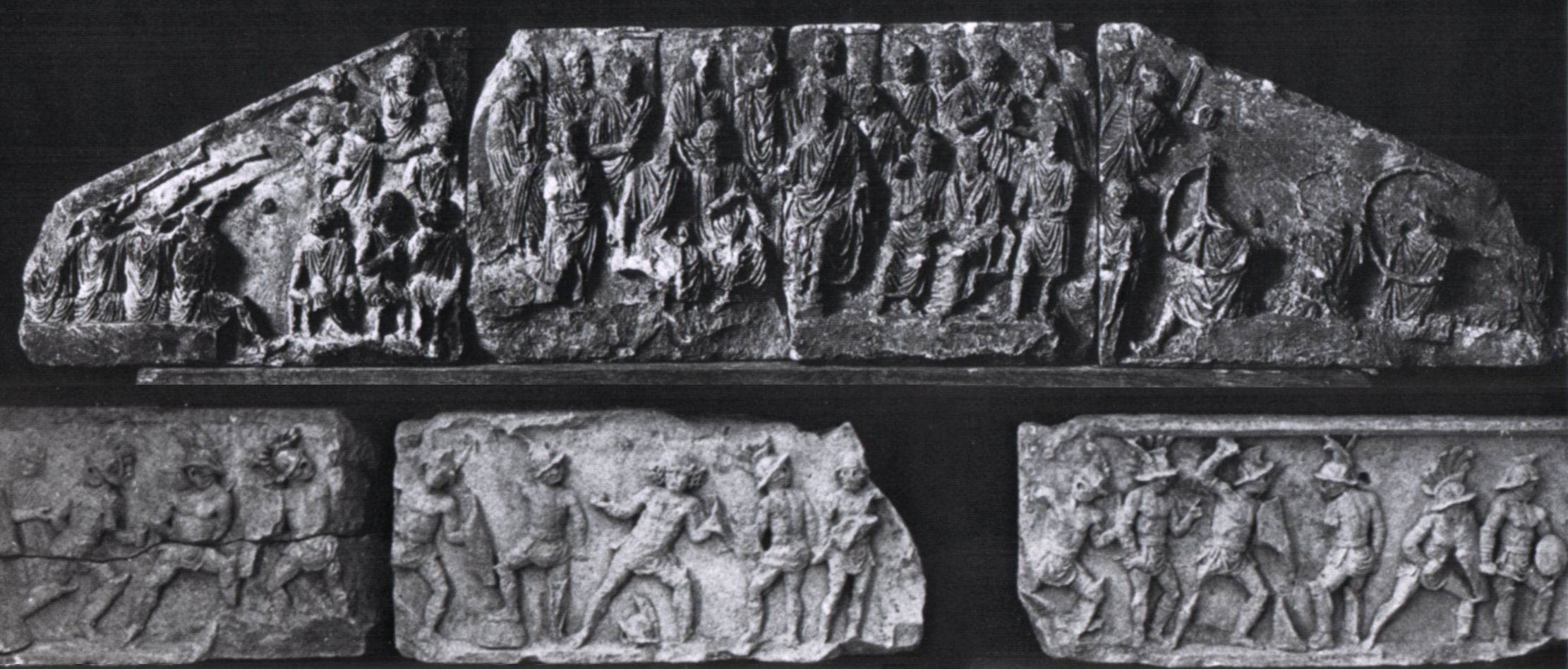
Monument funéraire de Lusius Stirax.

La nécropole de la ville est également d'une grande importance, découverte au milieu du XIXe siècle près de la Chiesa di Santa Maria Calvona (it) et de la Porta Sant'Anna. Divers fragments de la nécropole de Santa Maria ont été retrouvés, dont certains correspondent au tombeau d'un habitant, un certain C. Lusius Storax, datant de l'époque de l'empire de Claude. Dans le même quartier de Colle Marcone, en 1911, près de Costa Ciampone, une pierre funéraire a été trouvée, aujourd'hui perdue. Il s'agissait d'un grand monolithe qui a probablement donné son nom à la rue actuelle, appelée "Pietragrossa".
Les fouilles de la Porta Sant'Anna et de la via Orientale datent de 1952, avec des pièces datant des IVe et IIIe siècles av. J.-C., tandis que d'autres matériaux de la même période ont été trouvés lors des travaux de reconstruction de l'église : fragments de fer, fibules en bronze, céramiques en terre cuite. D'autres tombes ont été trouvées au Palais Henrici, c'est-à-dire des tombes capucines avec des céramiques et des bronzes. L'actuelle nécropole de Porta Sant'Anna a été découverte en 1881 lors de la construction de la nouvelle route menant au cimetière relié à la ville. Les fouilles se sont poursuivies jusqu'en 1888, date à laquelle la collection du Museo Sepolcrale di Teate a été créée. D'autres tombes furent découvertes entre 1925 et 1938, lorsque le quartier s'agrandit de plus en plus, enrichissant la collection du Musée Archéologique. Parmi toutes ces tombes, certaines étaient brutes, c'est-à-dire destinées à des personnes moins riches, d'autres décorées dans un style princier, avec des matériaux plus précieux, et les matériaux de construction étaient différents : tuiles, terre brûlée, certaines avec des stèles ou des pierres commémoratives.

## Galerie

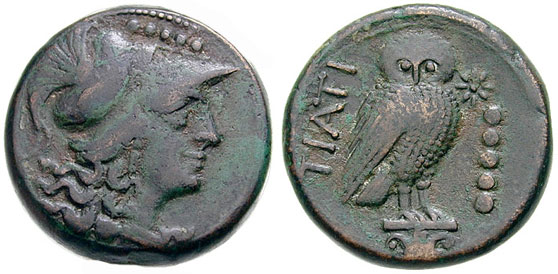
Monnaies de Teate
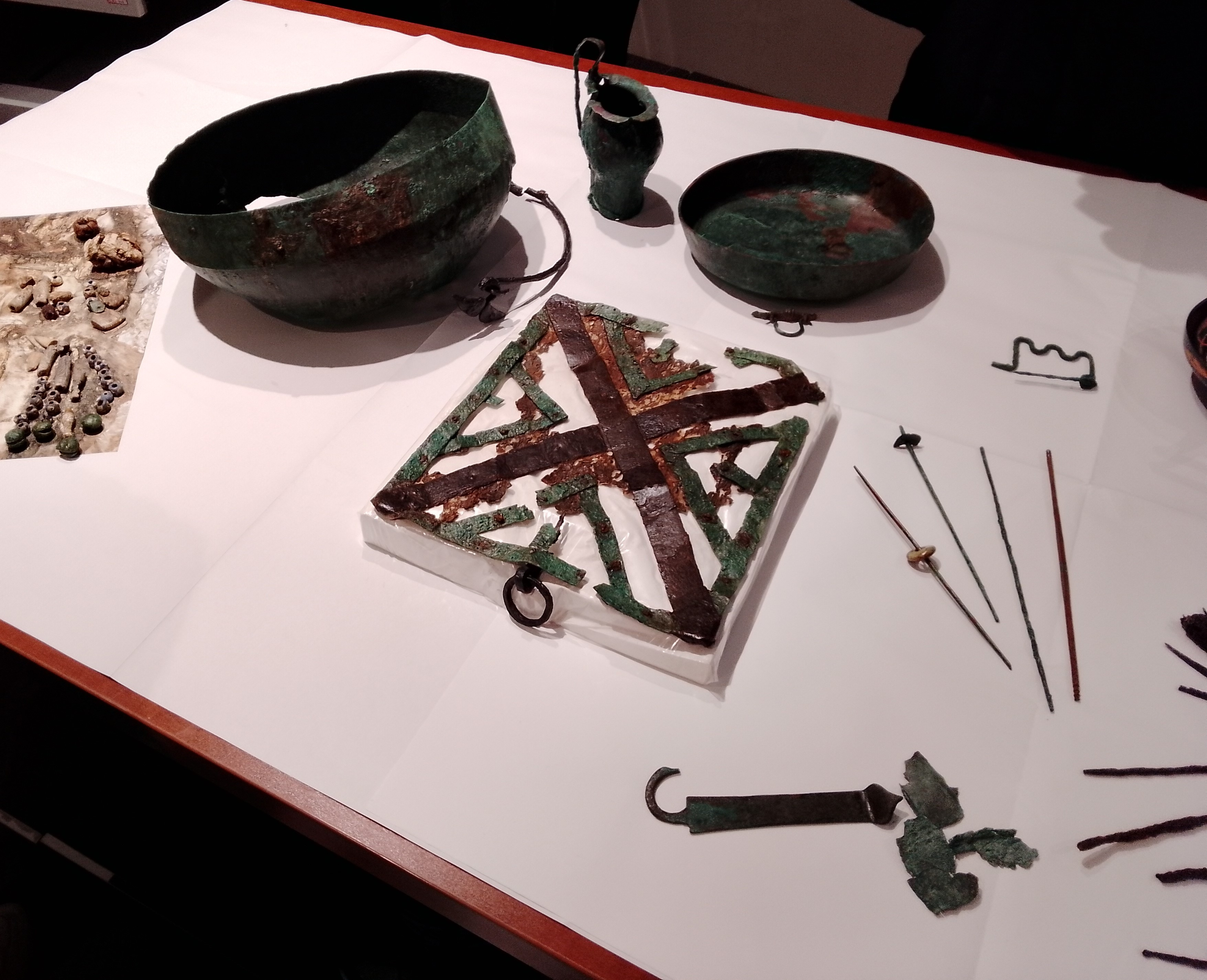
Objets funéraires